# Cirkel van Willis

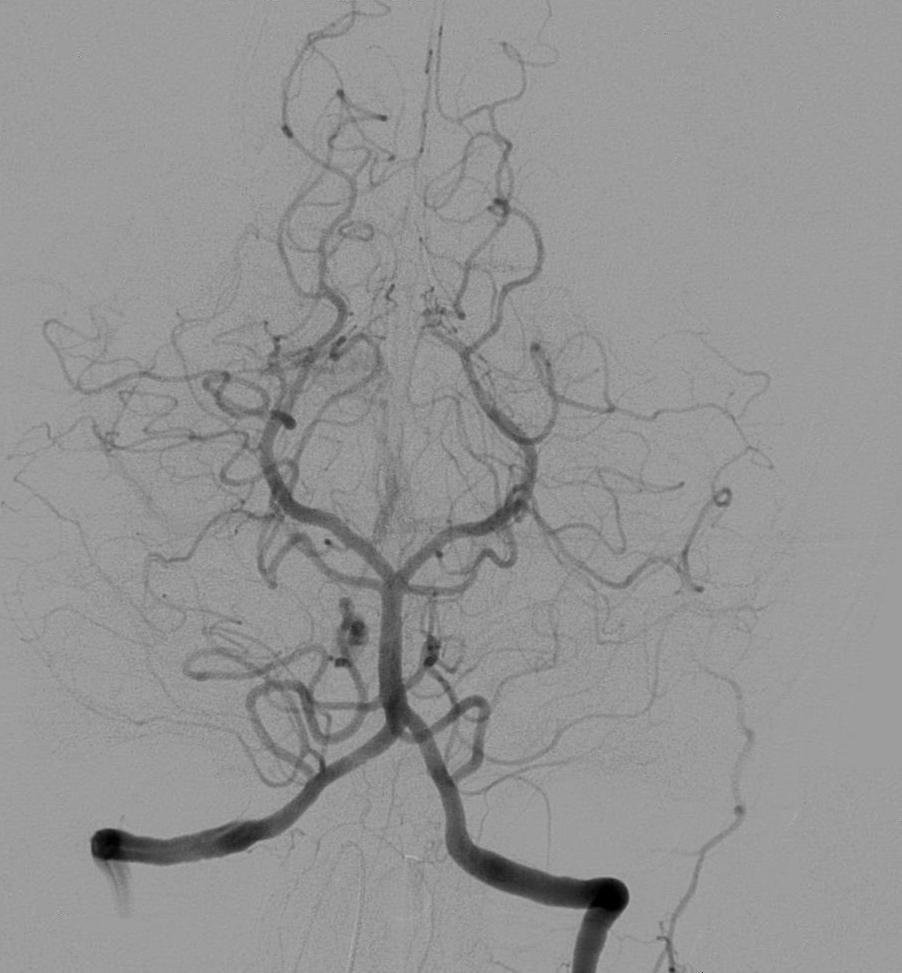
DSA van de arteria vertebrobasilaris en de posterieure cerebrale circulatie, daarmee een deel van de cirkel van Willis vormend

De cirkel van Willis of circulus arteriosus Willisi is een vaatkring van slagaders die de hersenen van bloed voorzien. De cirkel van Willis is vernoemd naar de Engelse arts Thomas Willis (1621-1675), die de vaatkring van slagaders en anastomosen ontdekte. De cirkel van Willis zorgt voor een netwerk van anastomosen in de bloedvoorziening van de hersenen. De cirkel werkt als een soort beveiligingsmechanisme. Indien namelijk een deel van de cirkel van Willis afgesloten raakt, bijvoorbeeld door atherosclerose, is de bloedvoorziening via de andere weg gewaarborgd. De bloedvoorziening van de grote hersenen is hierdoor meestal voldoende om ischemie te voorkomen.

## Componenten
- Arteria cerebri anterior (links en rechts)
- Arteria communicans anterior
- Arteria carotis interna (links en rechts)
- Arteria cerebri posterior (links en rechts)
- Arteria communicans posterior (links en rechts)

Het toevoegsel communicans in de naam arteria communicans posterior komt voort uit het gegeven dat dit bloedvat de arteria carotis interna verbindt met het vertebrobasilaire systeem. De arterie vormt daardoor een essentieel onderdeel van het netwerk van collateralen tussen de arteria carotis en het vertebrobasilaire systeem dat zich aan de basis van de hersen bevindt, de zogenaamde cirkel van Willis.
Hoewel de arteria basilaris en de linker en rechter arteria cerebri media ook de hersenen van bloed voorzien, worden zij niet tot de cirkel van Willis gerekend.

## Anatomische variatie
Er bestaat een grote variatie in de anatomie van de cirkel van Willis. Een volledige cirkel met de gangbare verbindingen met slagaders zoals in de afbeelding rechtsboven op deze pagina te zien blijkt niet veel voor te komen. Bij een onderzoek bij 1413 personen werd ontdekt dat slechts in 34,5% van de gevallen de bloedvaten volledig aangelegd zijn. Bij een belangrijke variant is de arteria cerebri posterior erg smal en de arteria communicans posterior juist verwijd, waardoor de arteria carotis interna in dat geval ook de bloedvoorziening van het posterieure deel van de hersenen voor haar rekening neemt.